# 道の駅とよはま
道の駅とよはま（みちのえき とよはま）は、香川県観音寺市豊浜町箕浦にある国道11号の道の駅である。
愛媛県四国中央市（旧川之江市）との県境付近にある。

## 施設
- 駐車場
  - 普通車：56台
  - 大型車：7台
  - 身障者用：3台
- トイレ（いずれも24時間利用可能）
  - 男：大 3器、小 8器
  - 女：8器
  - 身障者用：2器
- レストラン「おーしゃん食堂」
- 売店
- 産直市
- 足湯
- 自動販売機
  - 構内には同市を舞台とする結城友奈は勇者であるのラッピング自動販売機が設置されている[1]。
- EVスポット（電気自動車用充電器）[2]。

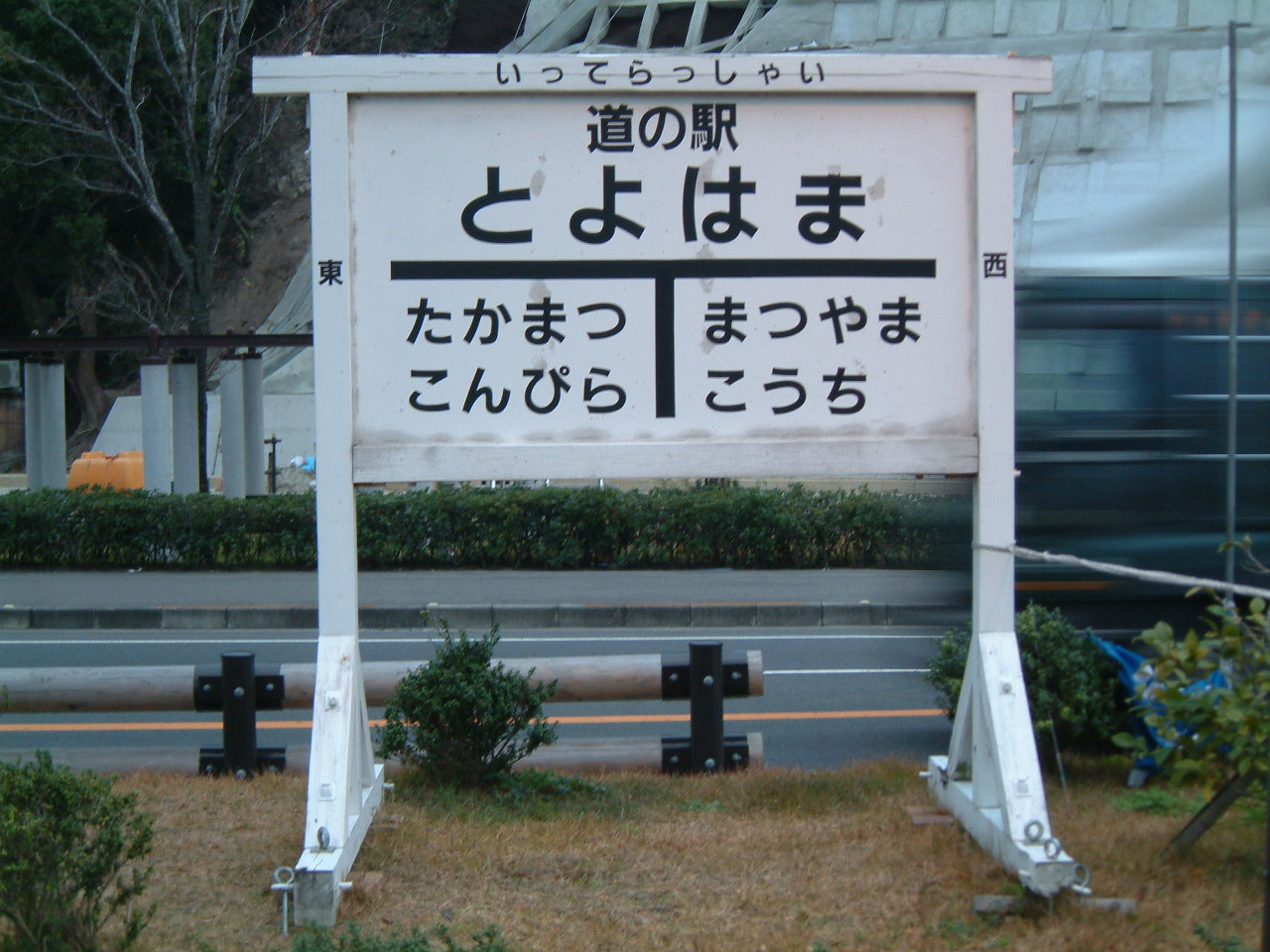
道の駅とよはまの名標
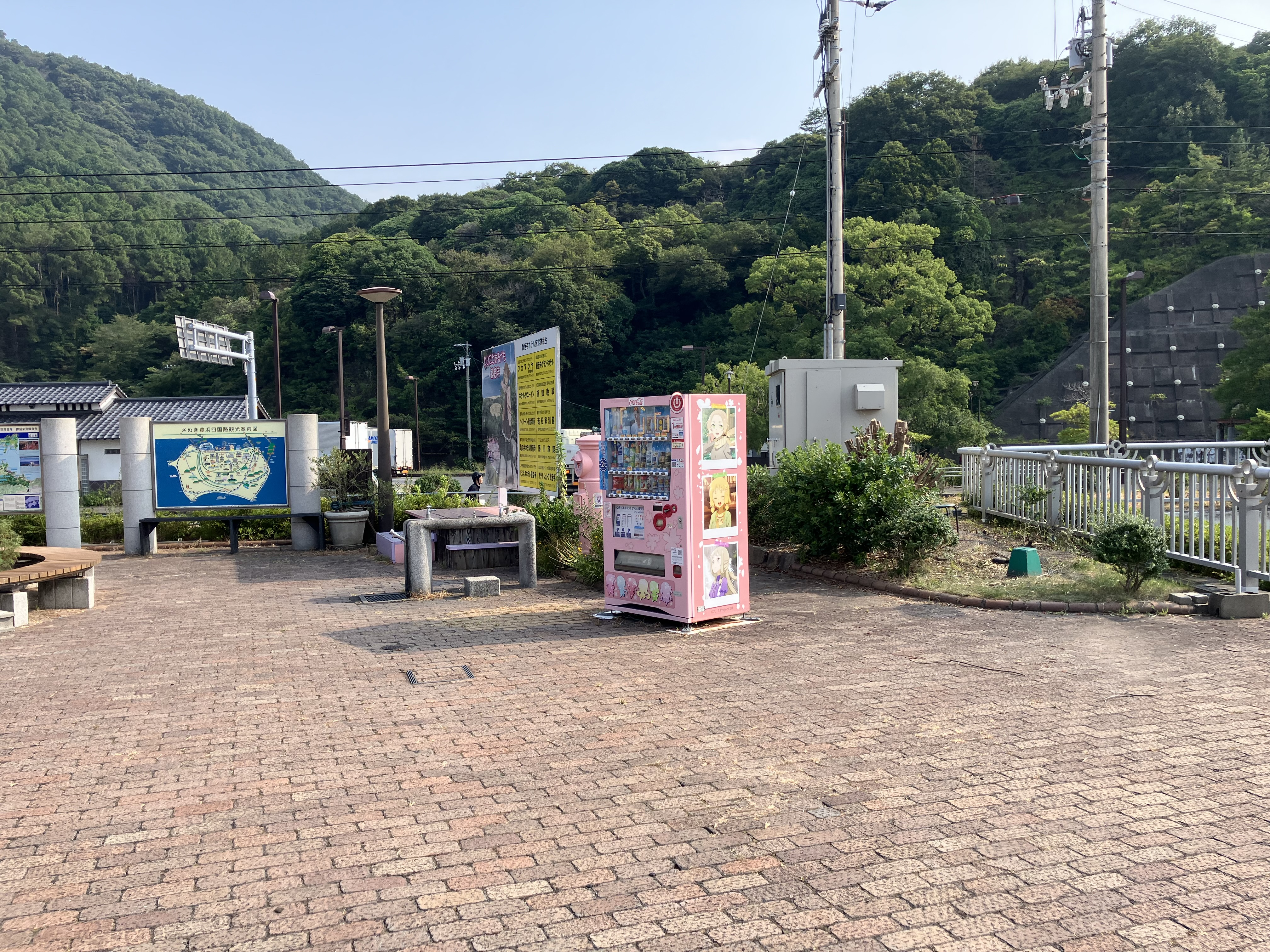
自動販売機（2025年8月）
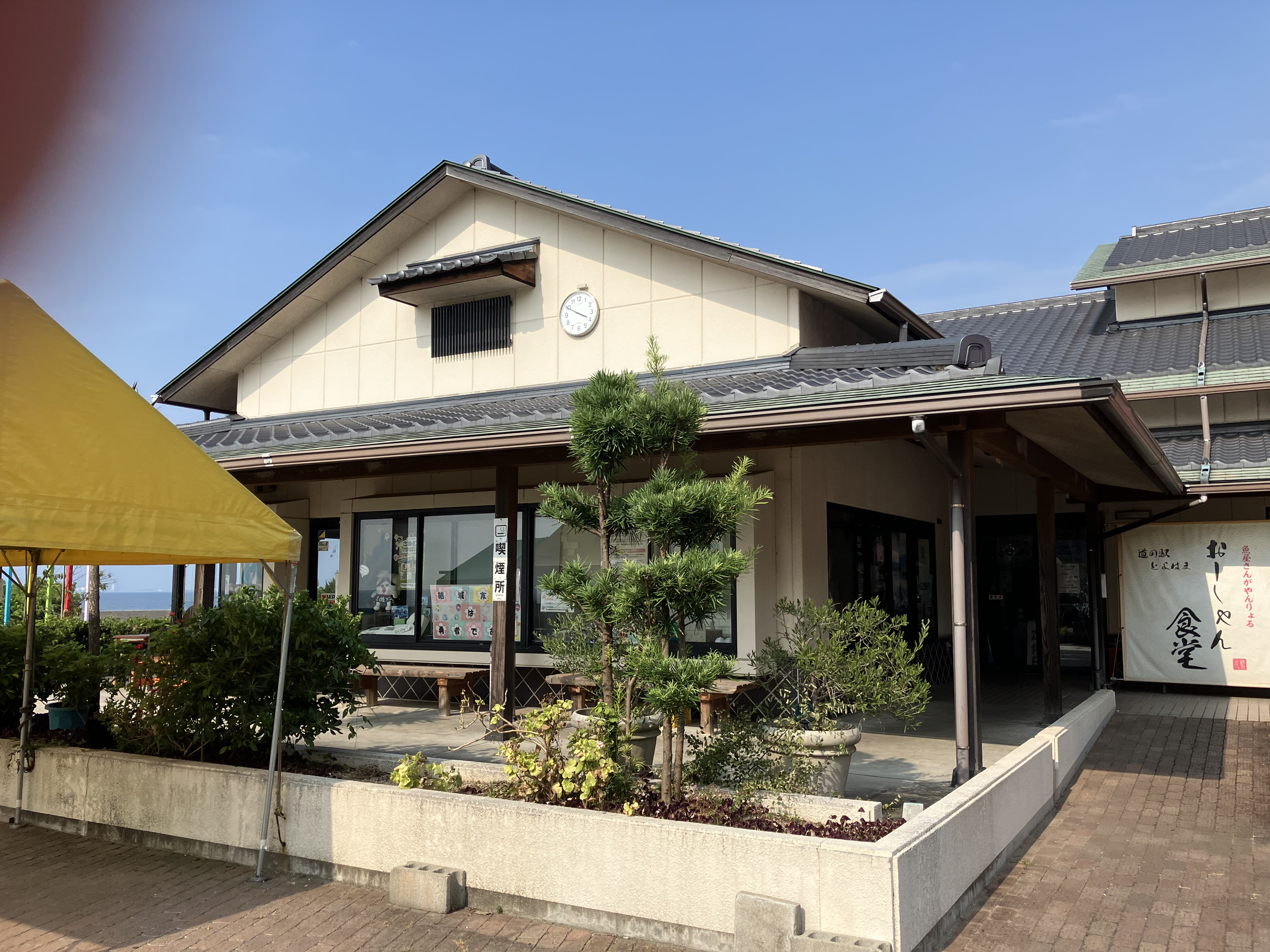
おーしゃん食堂（2025年8月）
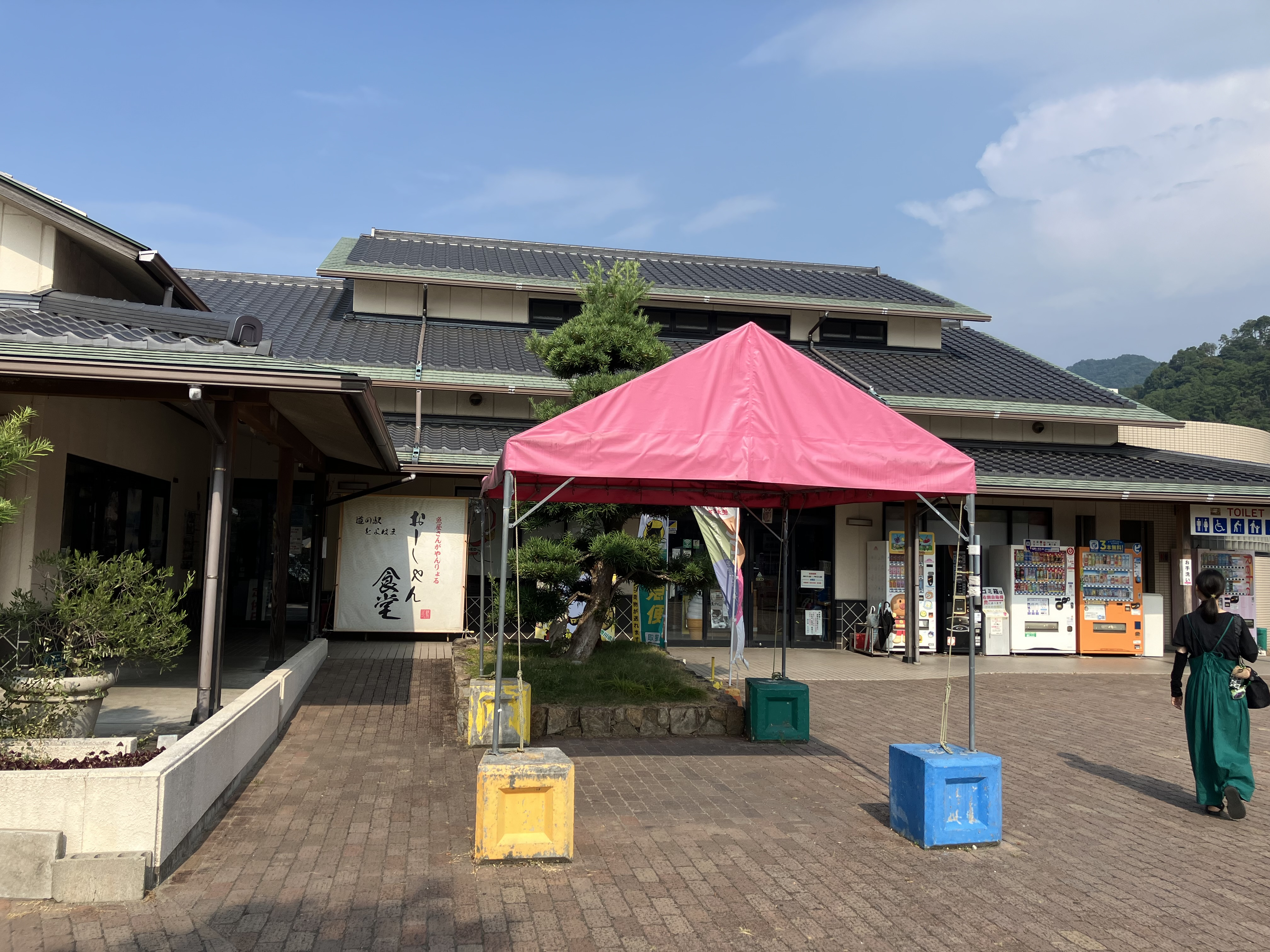
売店（2025年8月）
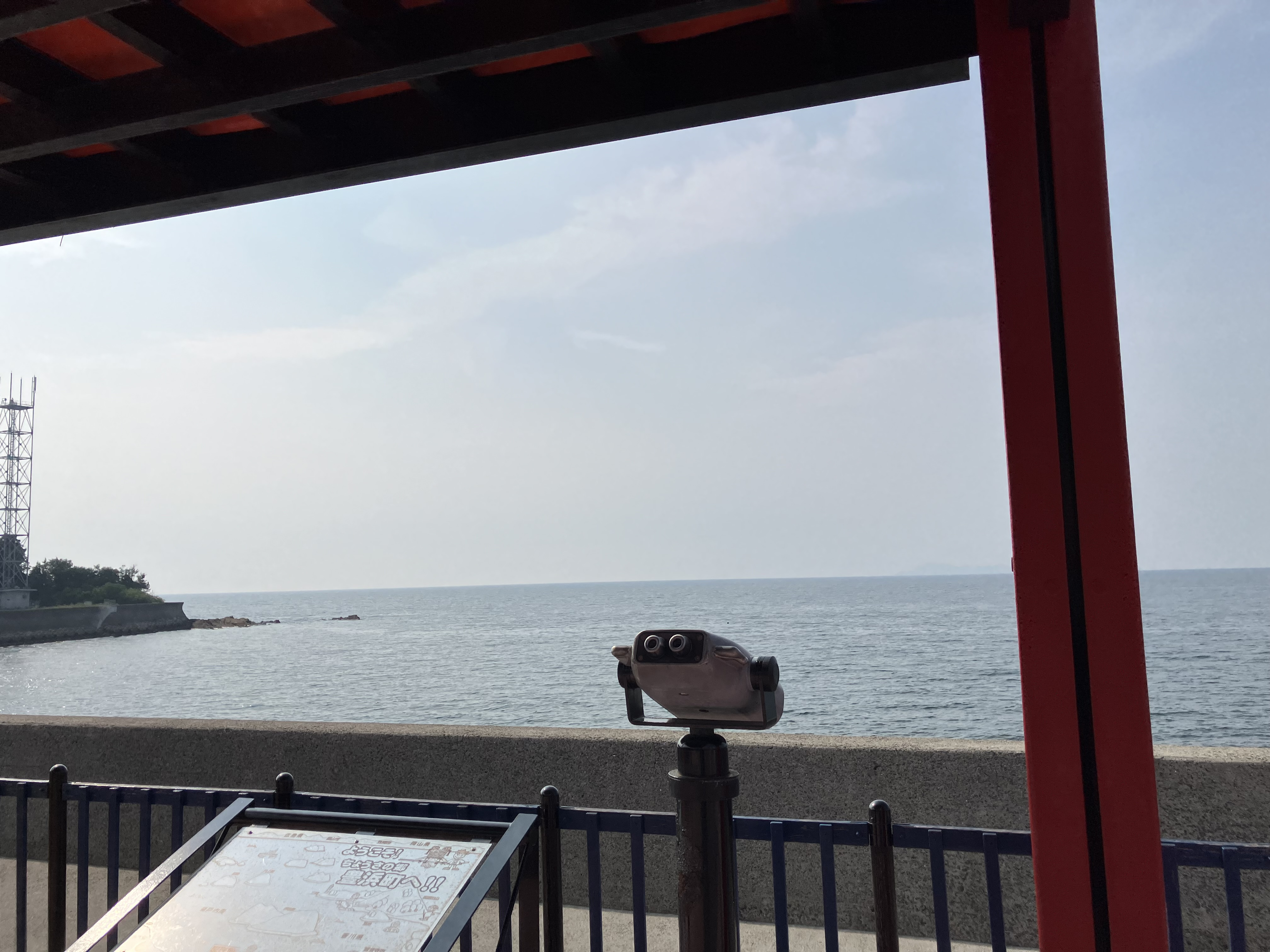
海を見るための望遠鏡（2025年8月）
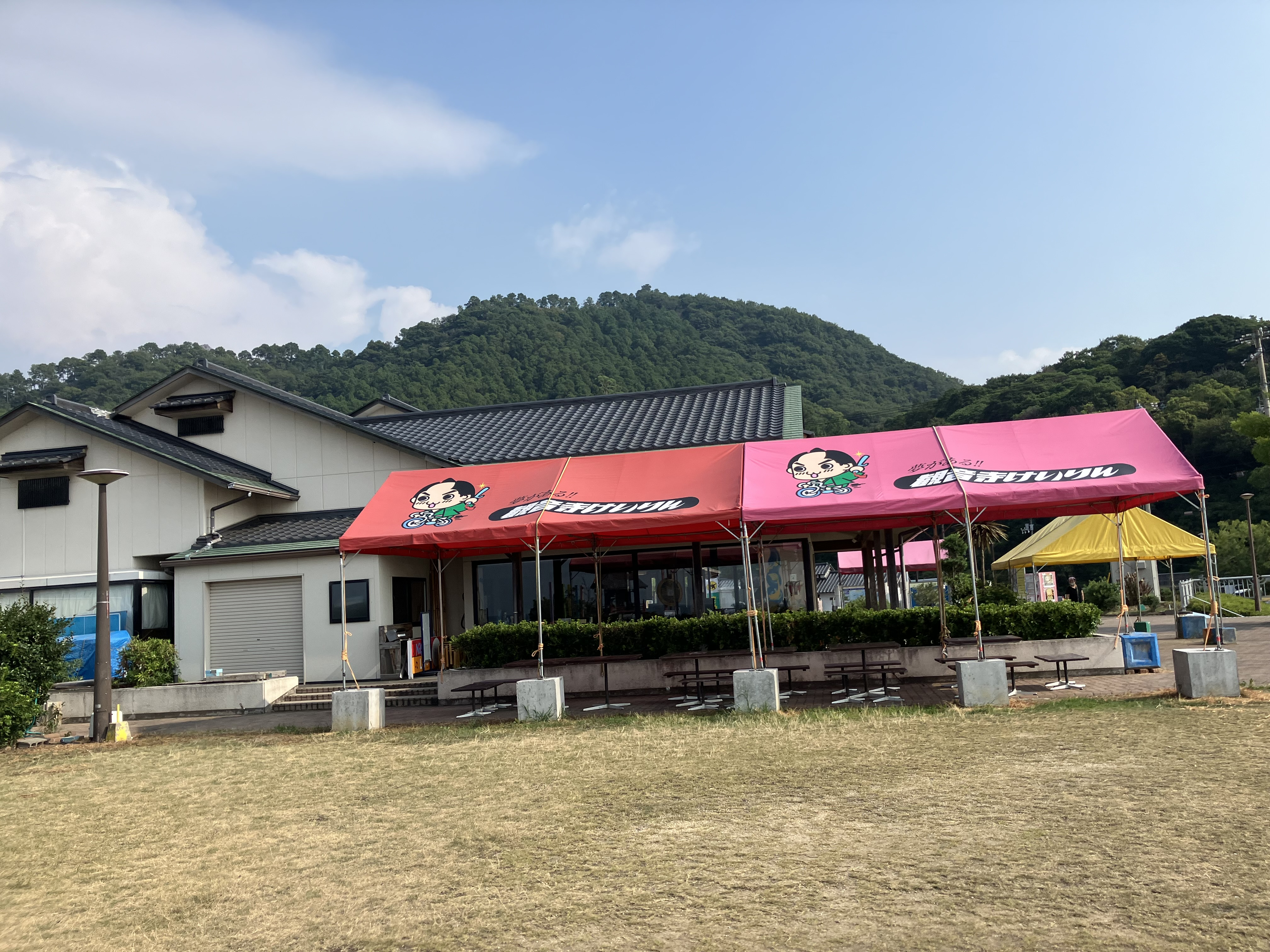
施設（2025年8月）
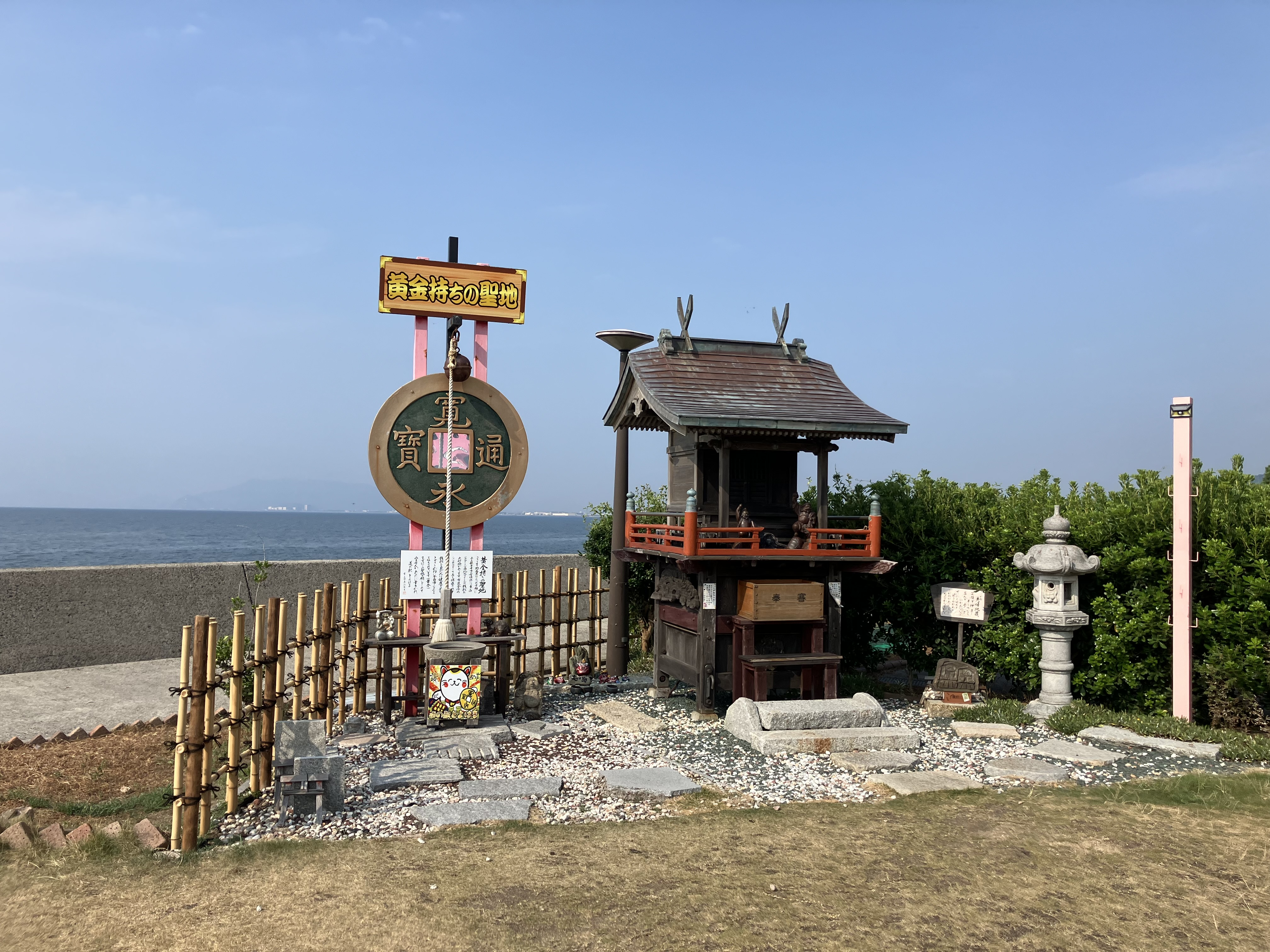
道の駅にある寛永通宝のスポット（2025年8月）
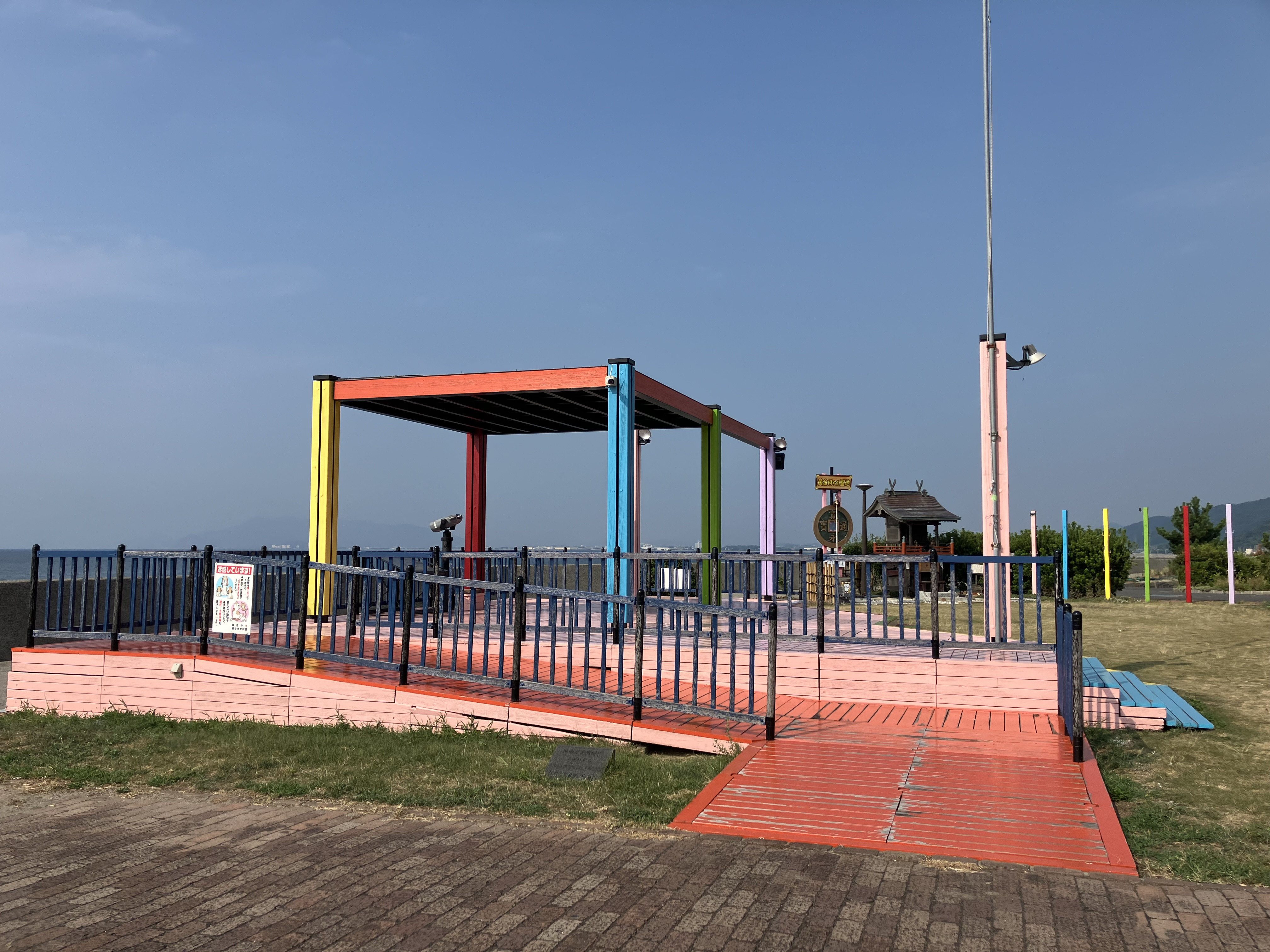
望遠台（2025年8月）
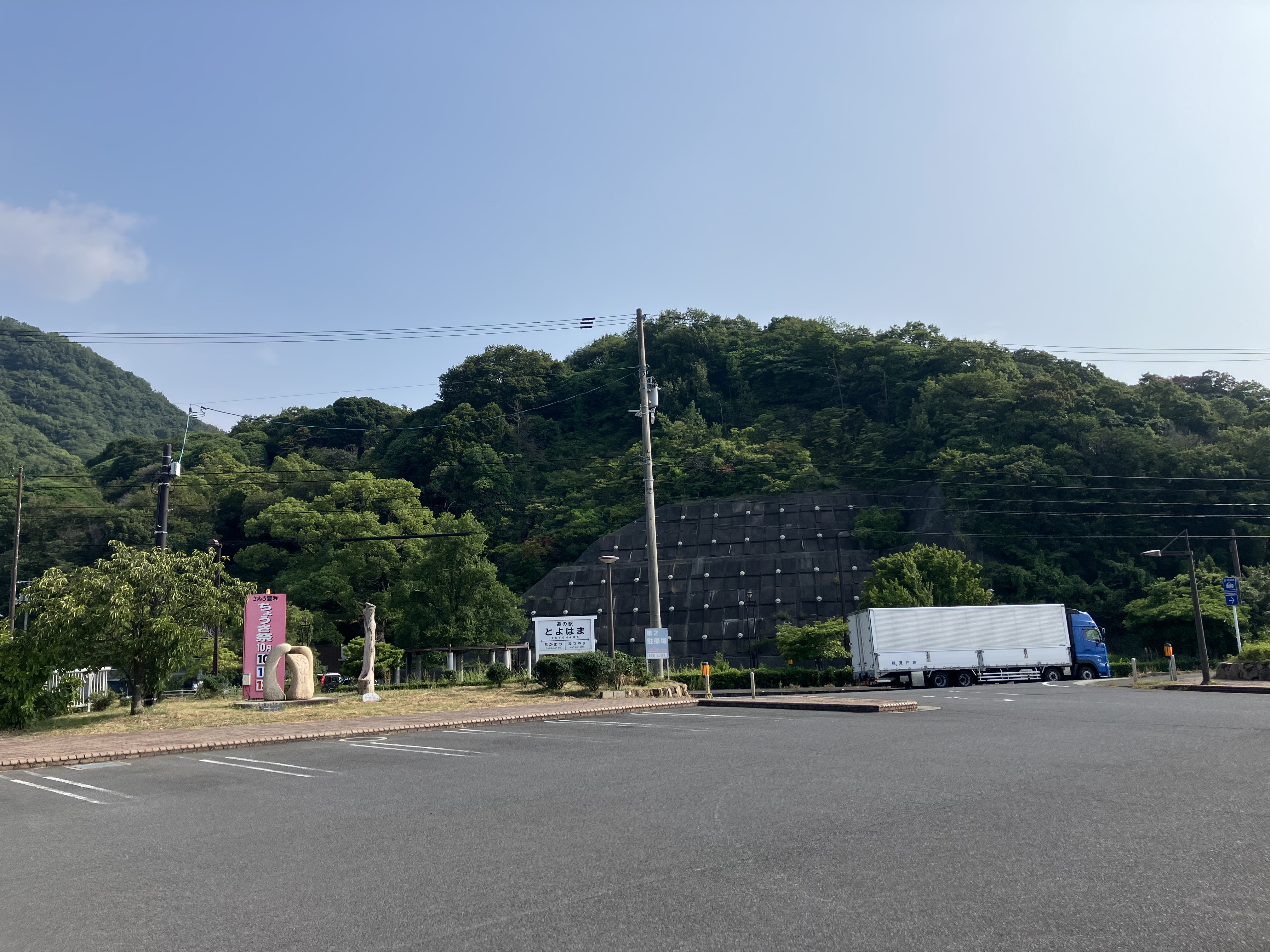
駐車場と名標（2025年8月）

## 休館日
- 毎週月曜日（祝日の場合、翌日）

## アクセス
- 国道11号 - 登録路線
- JR四国予讃線観音寺駅より観音寺市のりあいバス箕浦観音寺線にて「道の駅とよはま」バス停にて下車（1日3往復）[3]